# Ivan Buljubašić
Ivan Buljubašić, né le 31 octobre 1987 à Makarska,  est un joueur de water-polo croate.
Défenseur du Primorje, il remporte le titre olympique lors des Jeux olympiques de Londres en 2012.